# Gasteria
Gasteria és un gènere de plantes suculentes originari de Sud-àfrica (i de l'extrem sud-oest de Namíbia).

## Nom
El gènere rep el nom de les seves flors en forma d'estómac ("gaster" en llatí significa "estómac"). Els noms comuns inclouen llengua de bou, vaca, la llengua, la llengua d'advocat i, de vegades, la mare-en-llei de la llengua.

## Descripció

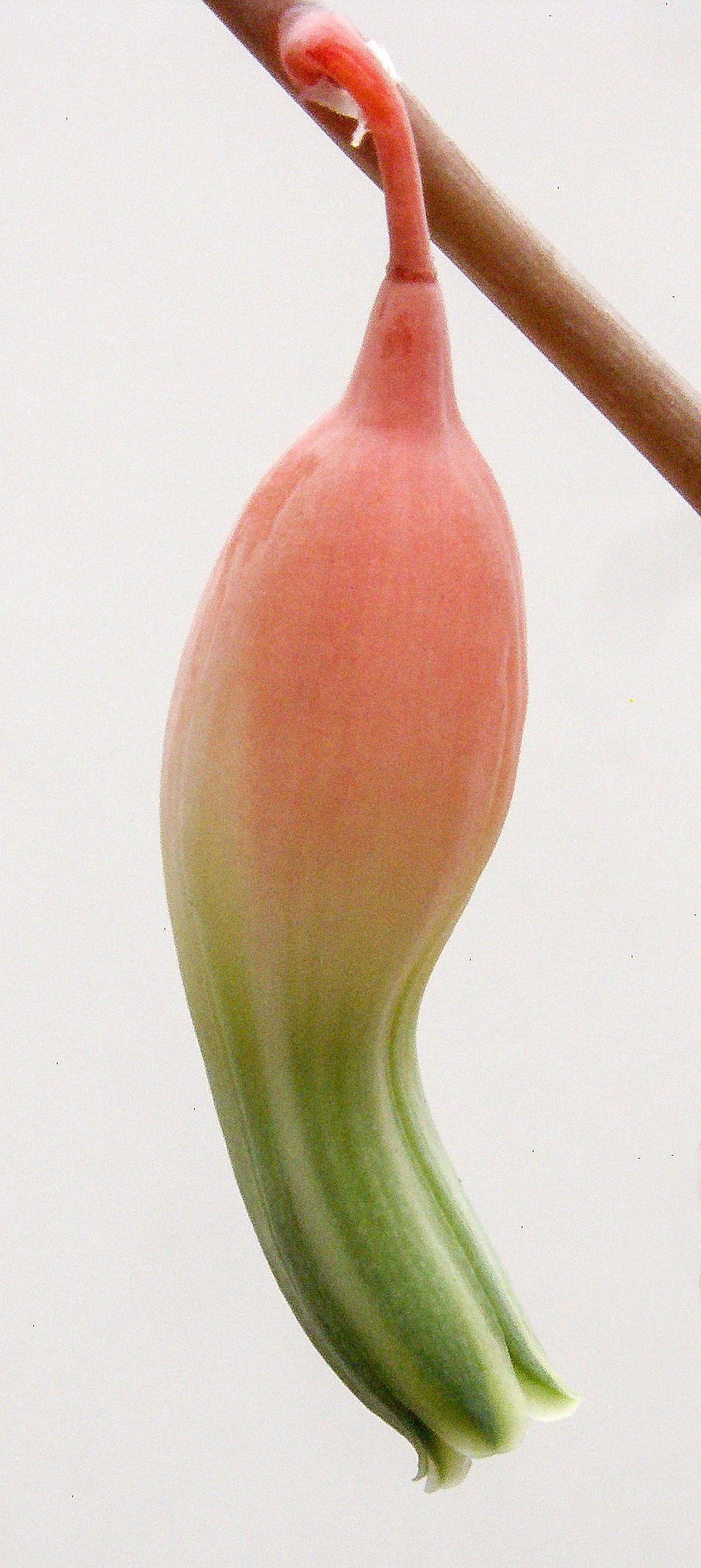
Flor única d'una Gasteria

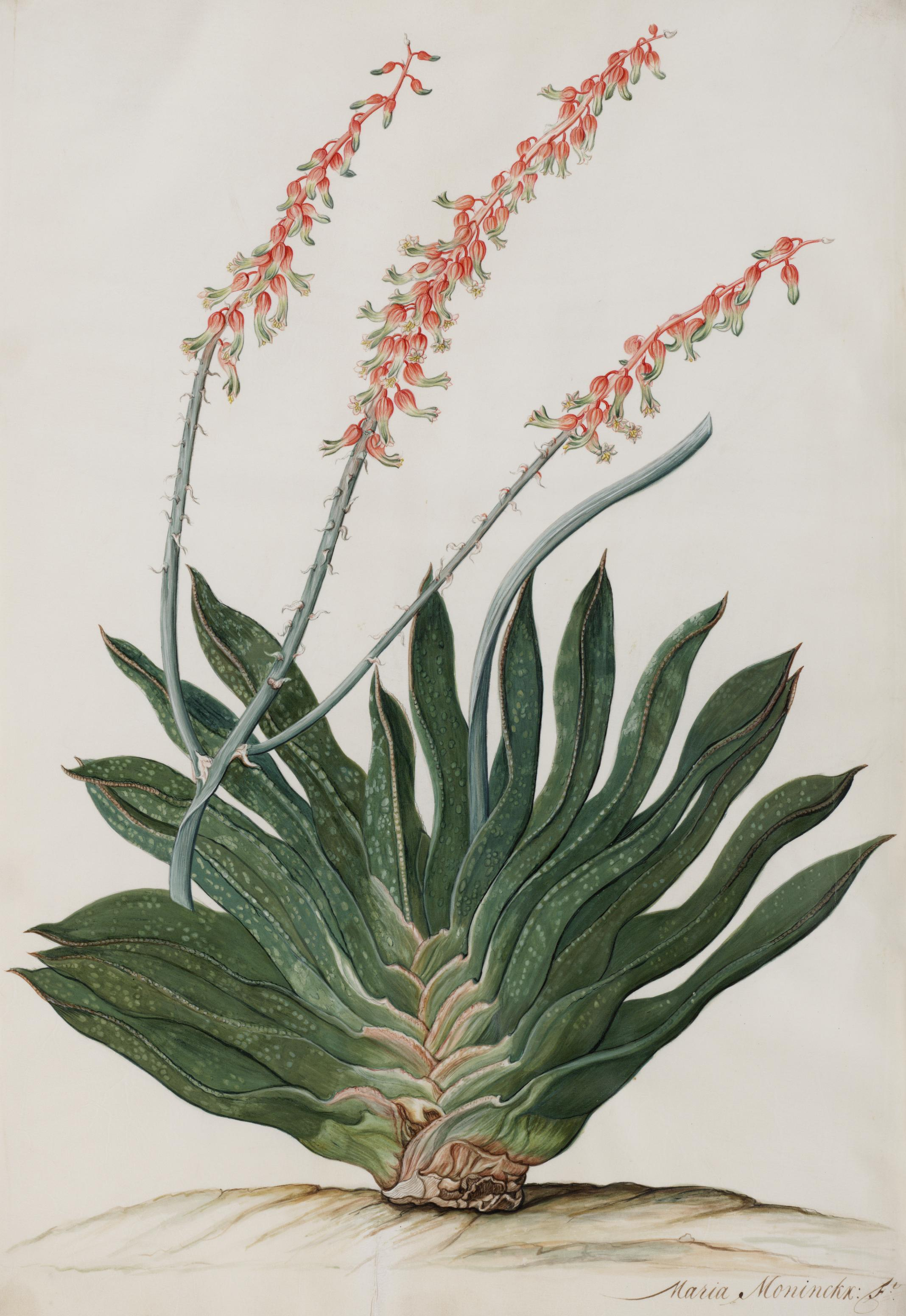
Gasteria brachyphylla

Les diferents espècies de Gasteria es reconeixen per les seves fulles gruixudes, dures i suculentes "en forma de llengua". La seva inflorescència també és única, amb les seves flors corbes i en forma d'estómac, que pengen de raïms inclinats.

## Distribució

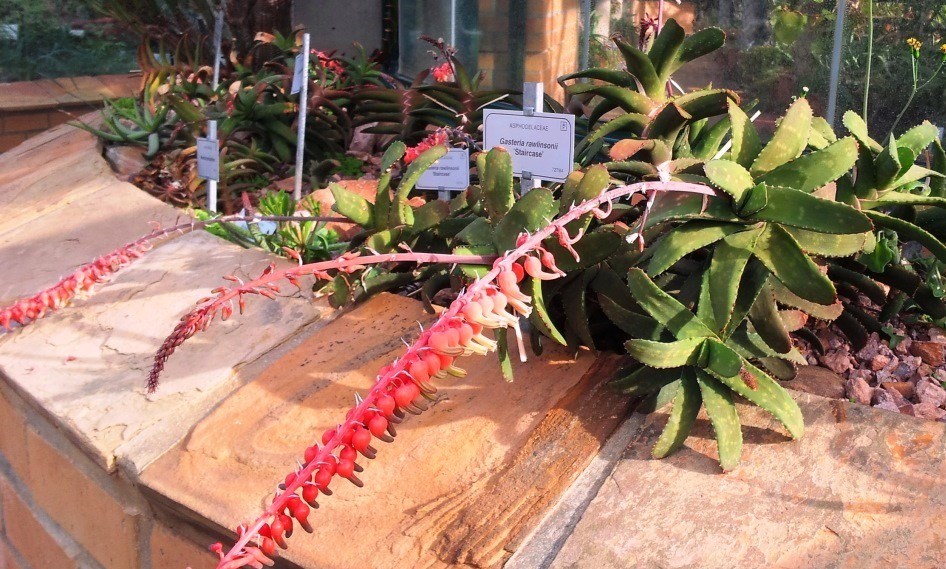
Gasteria rawlinsonii 'Staircase' (un cultivar) que mostra les distintives flors penjants de Gasteria amb "forma d'estómac"

Les espècies d'aquest gènere són majoritàriament originàries de la província del Cap Oriental, a Sud-àfrica, on es troba la major part de les espècies, especialment a la petita zona entre Grahamstown i Uniondale, que gaudeix de precipitacions durant tot l'any. Tanmateix, la distribució de les diverses espècies s'estén àmpliament a les regions costaneres de baixa altitud del país, en forma de ferradura arquejada a Sud-àfrica. A l'extrem de la distribució del gènere, una espècie Gasteria pillansii s'estén a l'extrem sud-oest de Namíbia. A l'altre extrem, una espècie arriba a les muntanyes Lebombo de Eswatini.

## Taxonomia
Gasteria forma part de la família de les Asphodelaceae, subfamília de les Asphodeloideae. Entre els gèneres estretament relacionats s'inclouen Aloe i Haworthia, i se sap que les espècies d'aquests gèneres s'hibriden amb relativa facilitat entre elles.
Dividir Gasteria en espècies és extremadament difícil, ja que cada planta pot ser molt variable. Una planta tindrà un aspecte diferent segons la seva ubicació, el seu sòl i la seva edat. Les plantes joves de Gasteria solen tenir un aspecte completament diferent dels exemplars més vells. (Normalment, les plantes joves tenen fulles planes, en forma de corretja, molt tubercles, en una formació disticiosa). A més, les espècies tendeixen a fluir les unes en les altres en transicions graduals, amb moltes formes intermèdies, en lloc de dividir-se netament en espècies discretes i separades. Finalment, els híbrids es produeixen de forma fàcil i natural, sempre que l'àrea de distribució de dues espècies se superposa a l’hàbitat.
Per tant, hi ha un considerable desacord quant a quantes espècies existeixen, i s'enumeren fins a 100 noms.

### Taxonomia segons la morfologia de les flors
Utilitzant la morfologia (especialment l'estructura floral), es va descriure una taxonomia tradicional i àmpliament acceptada el 1994 (van Jaarsveld et al.), on es divideix el gènere en 2 seccions, 4 sèries i 16 espècies. Desde llavors, E. J. van Jaarsveld ha revisat la taxonomia, i la revisió sinòptica més recent es va publicar el 2007. També s'han descrit diverses espècies noves en els darrers anys. Actualment, el nombre d'espècies acceptades és de 29
- Secció Longiflorae (2 sèries, 19 espècies) 
  - Sèrie Longifoliae (6 espècies): 
    - Gasteria acinacifolia (J.Jacq.) Haw. – Costa sud de la Província del Cap
    - Gasteria barbae van Jaarsv. – costa sud de la província del Cap, entre Knysna i la badia de Plettenberg[5]
    - Gasteria batesiana G.D.Rowley – Limpopo, Mpumalanga, KwaZulu-Natal 
      - G. batesiana var. batesiana G.D.Rowley
      - G. batesiana var. dolomitica van Jaarsv. & A.E.van Wyk – Mpumalanga

    - Gasteria croucheri Baker – sud-est de la província del Cap Oriental a l'est KwaZulu-Natal
      - G. croucheri subsp. croucheri Baker – sud-est de la província del Cap Oriental fins a l'est de KwaZulu-Natal
      - G. croucheri subsp. pendulifolia (van Jaarsv.) Zonn. – KwaZulu-Natal
      - G. croucheri subsp. pondoensis N.R.Crouch, Gideon F.Sm. & D.Styles – sud-est de la Província del Cap Oriental[6]

    - Gasteria loedolffiae van Jaarsv. – Cap Oriental[7]

- -     - Gasteria tukhelensis van Jaarsv. – KwaZulu-Natal

- - Sèrie Multifariae (13 espècies): 
    - Gasteria armstrongii Schönland – al sud de la Província del Cap
    - Gasteria carinata (Mill.) Duval – sud-sud-oest de la Província del Cap
      - G. carinata var. carinata (Mill.) Duval – Langeberg a la Província del Cap
      - G. carinata var. glabra (Salm-Dyck) van Jaarsv. – Des de la Badia de Mossel fins al riu Gouritz
      - G. carinata var. verrucosa (Mill) van Jaarsv. – Bredasdorp a la Província del Cap

    - Gasteria ellaphieae van Jaarsv. – Presa de Kouga a la província del Cap
    - Gasteria excelsa Baker – Transkei, Cap Oriental
    - Gasteria glauca van Jaarsv. – Kouga River Valley
    - Gasteria koenii van Jaarsv. – Swartberg[8]
    - Gasteria langebergensis (van Jaarsv) van Jaarsv. & Zonn. – Província del Cap Occidental[9]

- -     - Gasteria nitida Haw. – al sud de ls Província del Cap
    - Gasteria polita van Jaarsv. – Província del Cap
    - Gasteria pulchra Haw. – Província del Cap
    - Gasteria thunbergii N.E.Br. – a prop de Herbertsdale, a la Província del Cap
    - Gasteria visserii van Jaarsv. – Cap Oriental[10]
    - Gasteria vlokii van Jaarsv. – Gran Swartberg + Witteberg a la província del Cap (una espècie d'altitud més alta)

- Secció Gasteria (2 sèries, 10 espècies) 
  - Sèrie Gasteria (9 espècies): 
    - Gasteria baylissiana Rauh – Serralada Suurberg a la província del Cap
    - Gasteria bicolor Haw. – sud-est de la província del Cap; naturalitzat a Mèxic
      - G. bicolor var. bicolor Haw.
      - G. bicolor var. fallax (Haw.) van Jaarsv.
      - G. bicolor var. liliputana (Poelln.) van Jaarsv.

    - Gasteria brachyphylla (Salm-Dyck) van Jaarsv. – Petit Karoo a la Província del Cap
      - G. brachyphylla var. brachyphylla (Salm-Dyck) van Jaarsv.
      - G. brachyphylla var. bayeri van Jaarsv. – Petit Karoo a la Província del Cap

    - Gasteria camillae van Jaarsv. & Molteno – Serralada de Baviaanskloof[11]
    - Gasteria disticha (L.) Haw. – Robertson Karoo i voltants, Cap Occidental
      - G. disticha var. disticha (L.) Haw. – sud-oest i centre-sud de la Província del Cap
      - G. disticha var. robusta van Jaarsv. – a l'oest de la Província del Cap

    - Gasteria doreeniae van Jaarsv. & A.E.van Wyk – Província del Cap
    - Gasteria glomerata van Jaarsv. – Kouga Dam a la Província del Cap
    - Gasteria rawlinsonii Oberm. – Baviaanskloof a la Província del Cap
    - Gasteria retusa (van Jaarsv.) van Jaarsv. – Worcester i Heidelberg a la Província del Cap

- - Sèrie Namaquana (1 espècie): 
    - Gasteria pillansii Kensit – Namíbia, província del Cap
      - G. pillansii var. pillansii Kensit – Província del Cap Occidental
      - G. pillansii var. ernesti-ruschii (Dinter von Poellnitz) van Jaarsv. – sud-oest de Namíbia fins al nord-oest de la província del Cap (Richtersveld)
      - G. pillansii var. hallii van Jaarsv. – Província del Cap Occidental

### Taxonomia segons el genoma
Un estudi filogenètic realitzat el 2005 suggereixen que el gènere es pot subdividir en 5 grups respecte a un patró creixent en el contingut d'ADN i la distribució geogràfica:
- Grup A
- Gasteria rawlinsonii (possiblement una espècie relictiva; genèticament un valor atípic, amb el genoma més petit)
- Grup B - 8 espècies de l'interior rares i restringides (possiblement també espècies relictes, amb genomes relativament petits): 
  - Gasteria armstrongii (separada de  G. nitida  aquí a causa de la diferència en el contingut d'ADN)
  - Gasteria polita
  - Gasteria glomerata
  - Gasteria pulchra
  - Gasteria ellaphieae
  - Gasteria vlokii
  - Gasteria glauca
  - Gasteria nitida
- Grup C - 5 espècies esteses, dístiques, principalment de l'oest de l'Àfrica Austral:
  - Gasteria brachyphylla
  - Gasteria bicolor
  - Gasteria disticha
  - Gasteria baylissiana
  - Gasteria pillansii
- Grup D - 5 espècies generalitzades, formant rosetes, principalment les grans espècies costaneres: 
  - Gasteria excelsa
  - Gasteria croucheri (inclosa Gasteria pendulifolia)
  - Gasteria acinacifolia
  - Gasteria carinata
- Grup E
  - Gasteria batesiana (espècie més septentrional, amb el genoma més gran)

## Galeria d'identificació

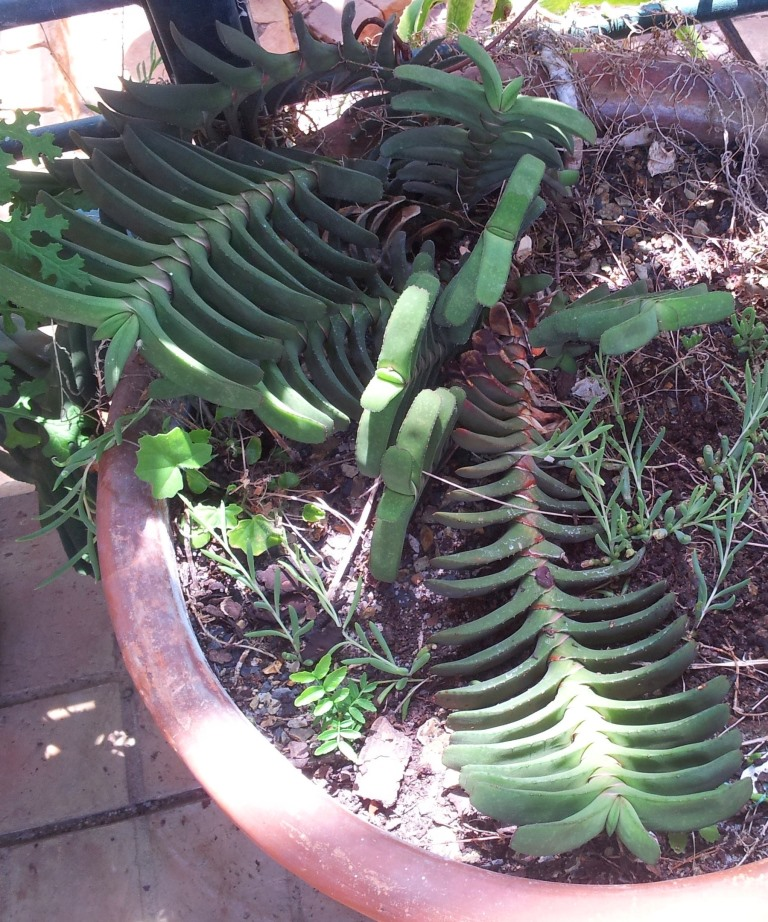
Gasteria rawlinsonii té tiges llargues que pengen. Les seves fulles tenen una superfície rugosa.

### Grup occidental dístic
Espècie amb fulles dístiques (de dos rangs), en forma de corretja que generalment no tenen quilles.

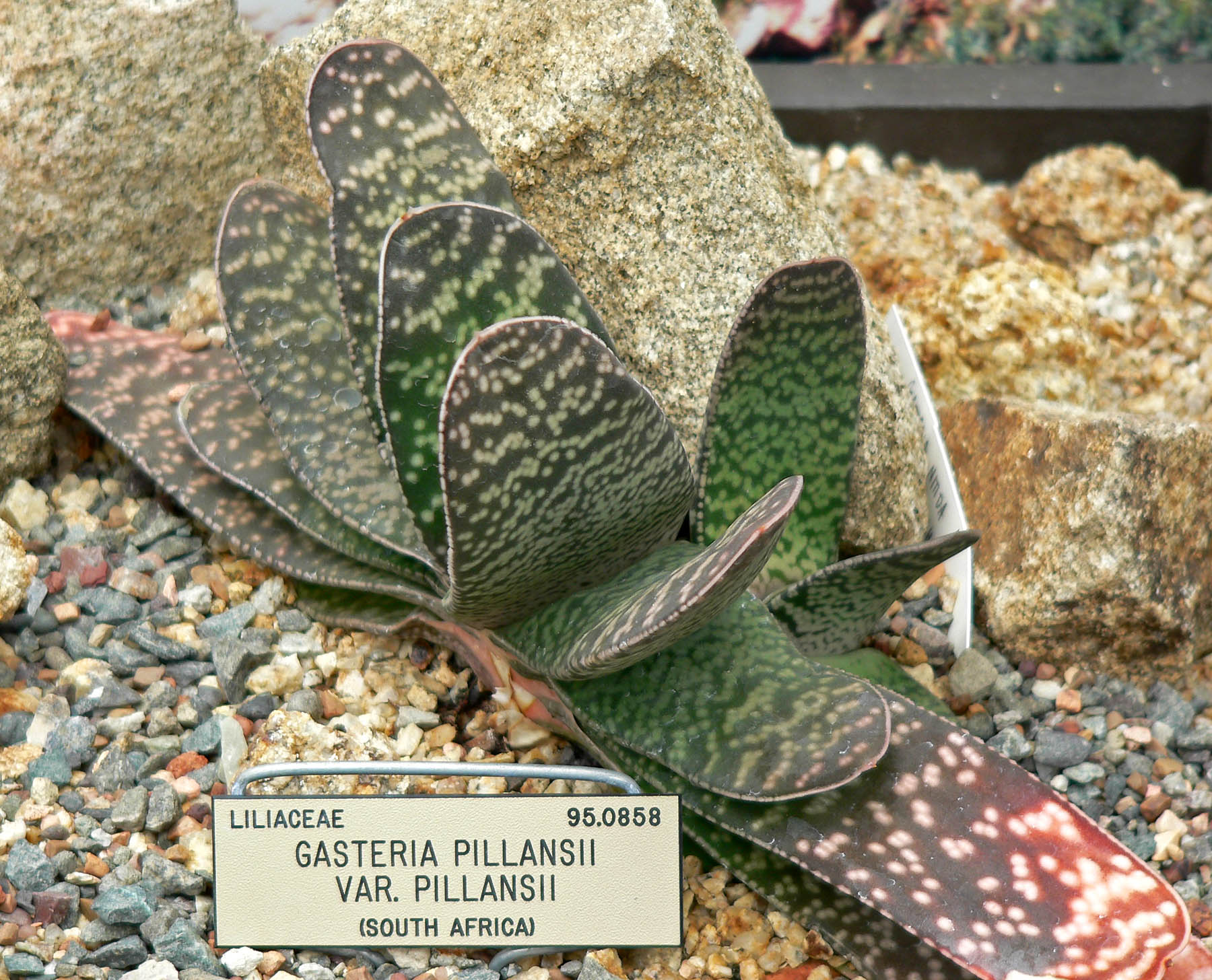
Gasteria pillansii té fulles rugoses i de superfície mat amb flors allargades més grans
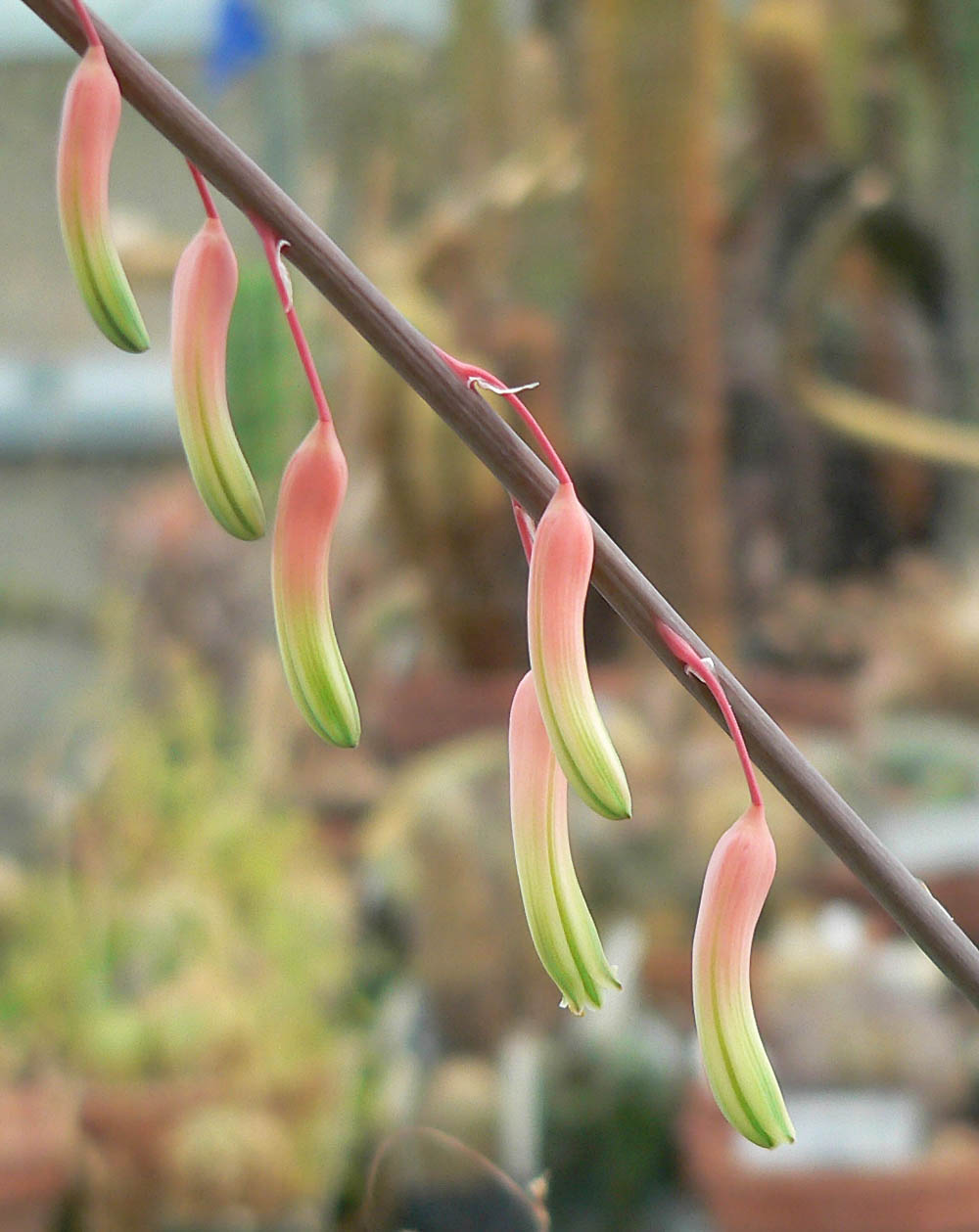
Les flors més grans i allargades de Gasteria pillansii
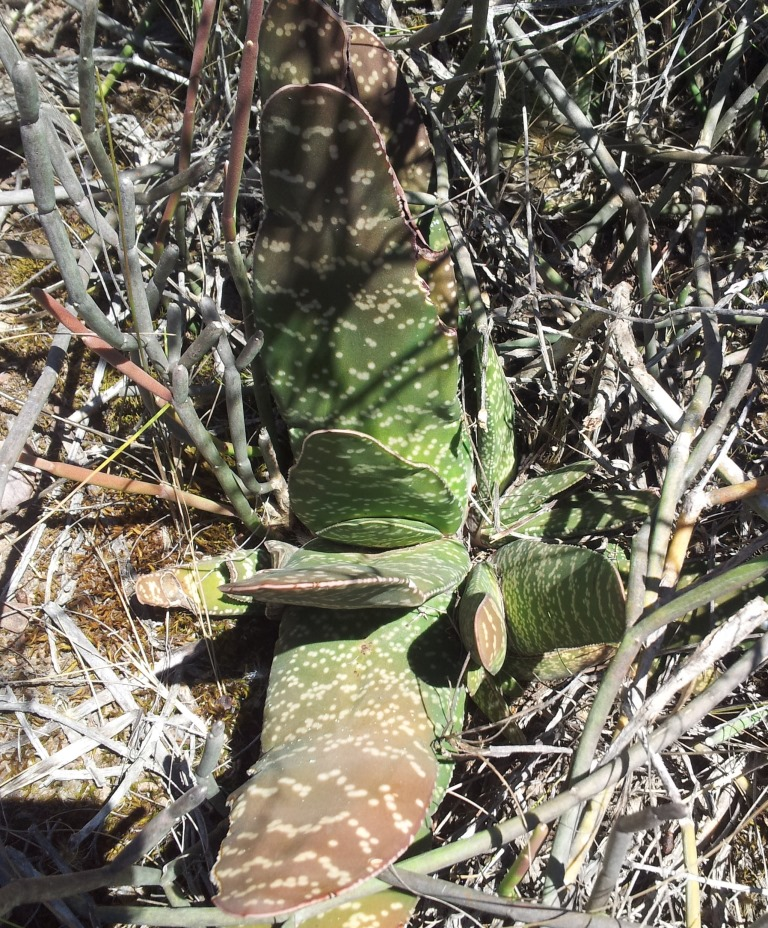
Gasteria disticha té les fulles rugoses, de superfície mat (sovint de vores ondulades)
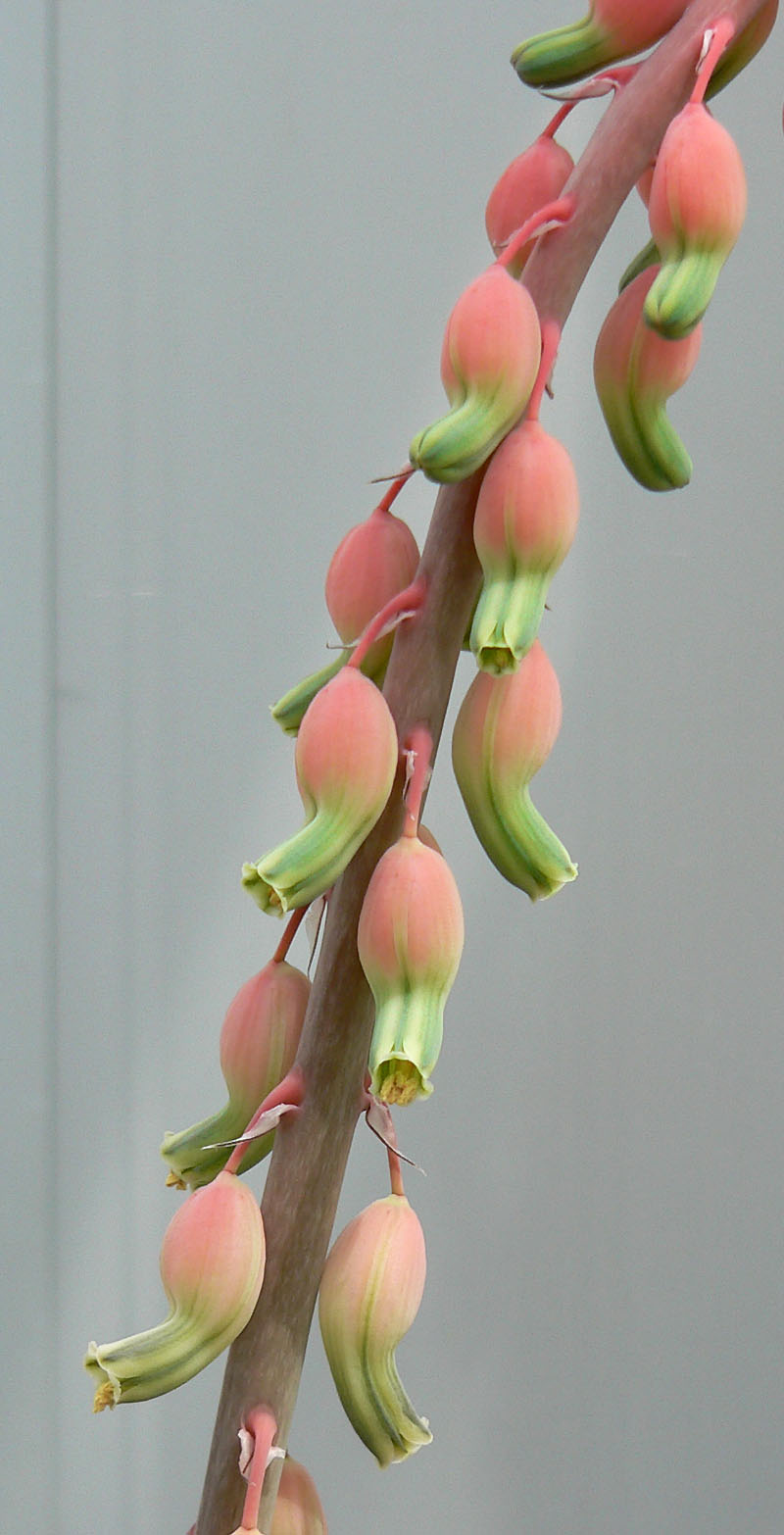
Les flors més petites i arrodonides de Gasteria disticha
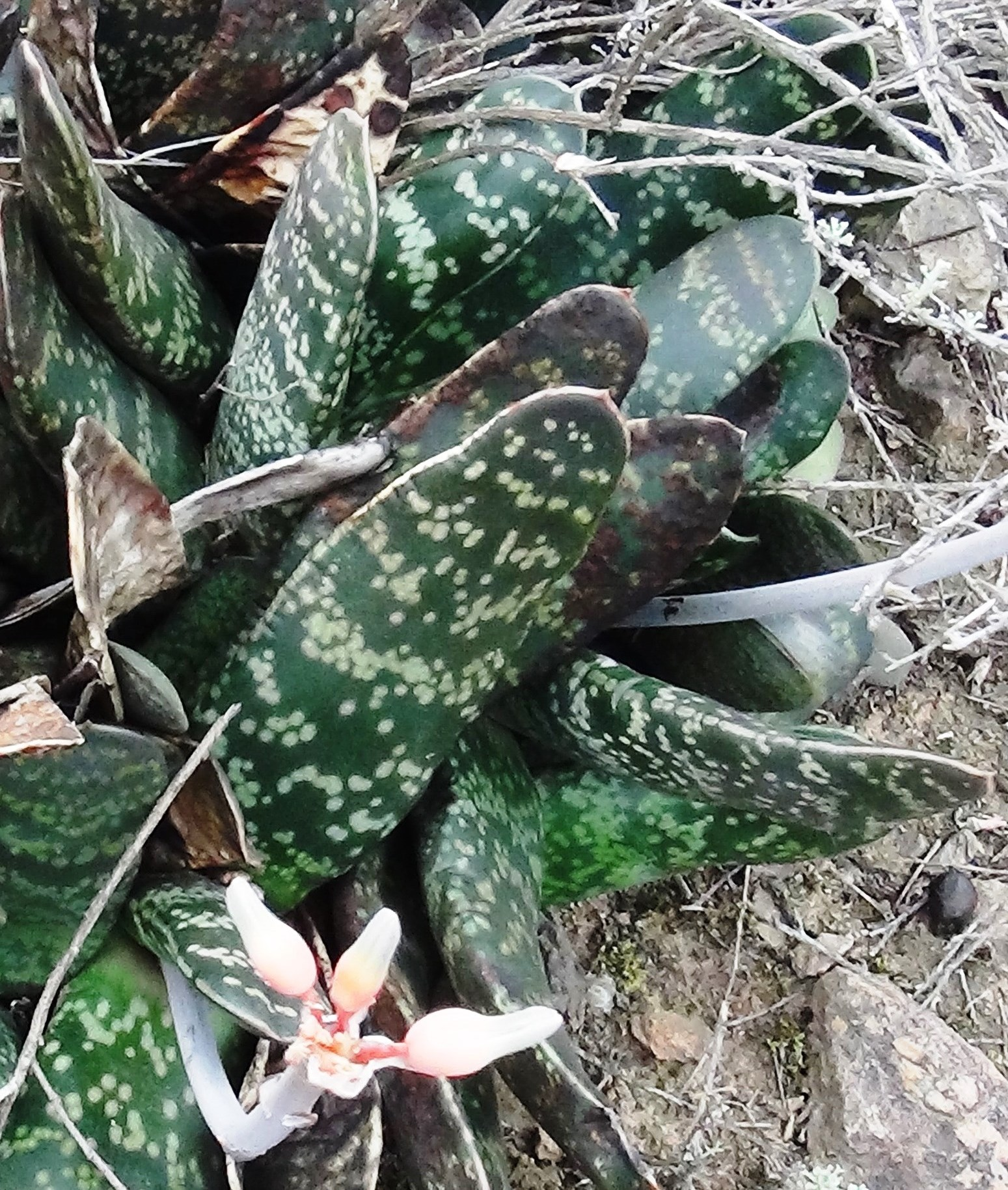
Gasteria brachyphylla té les fulles brillants i de superfície llisa amb els marges crenulats.
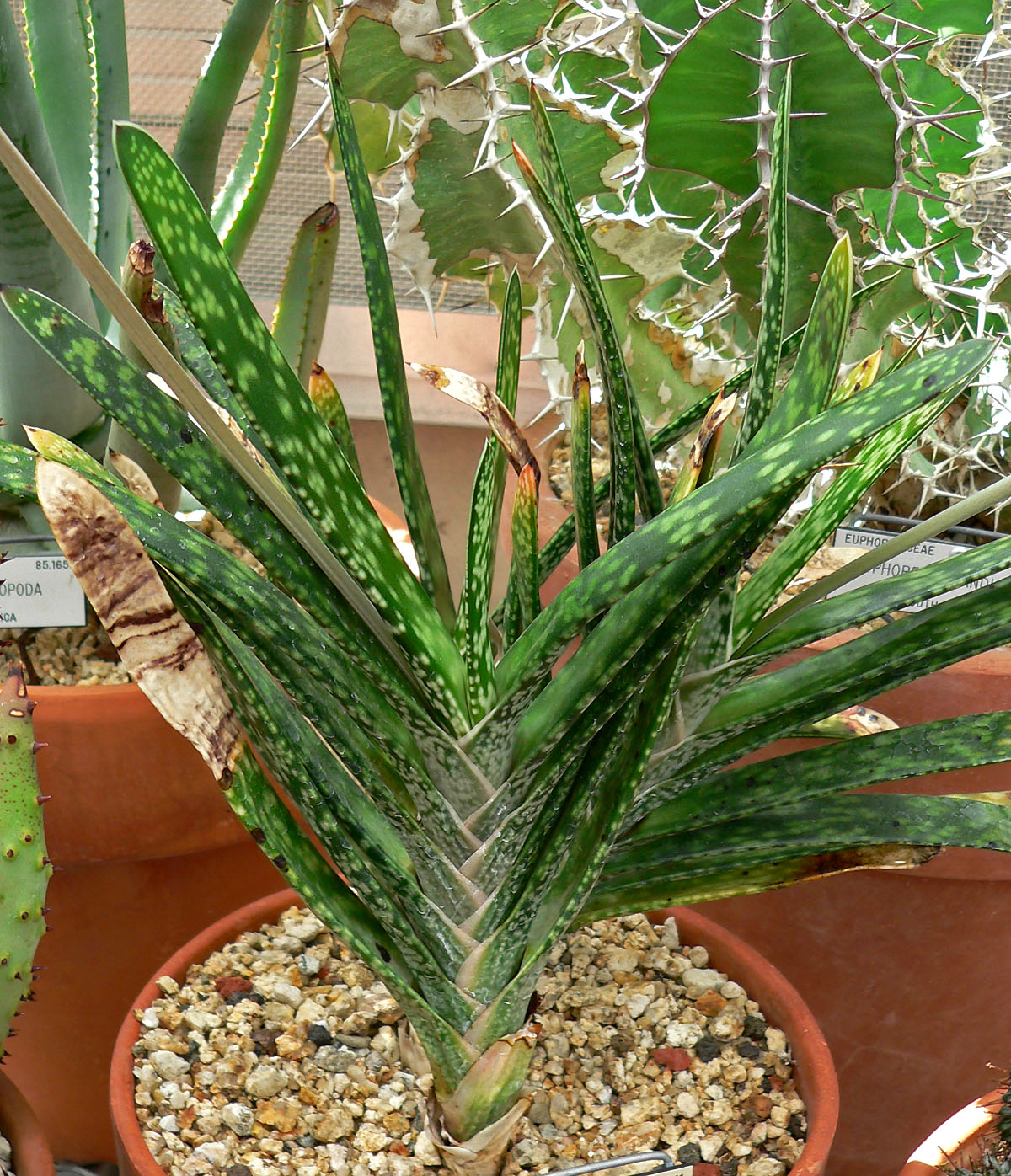
Gasteria bicolor eventualment desenvolupa una tija curta i estesa. Té les fulles llises, brillants i erectes
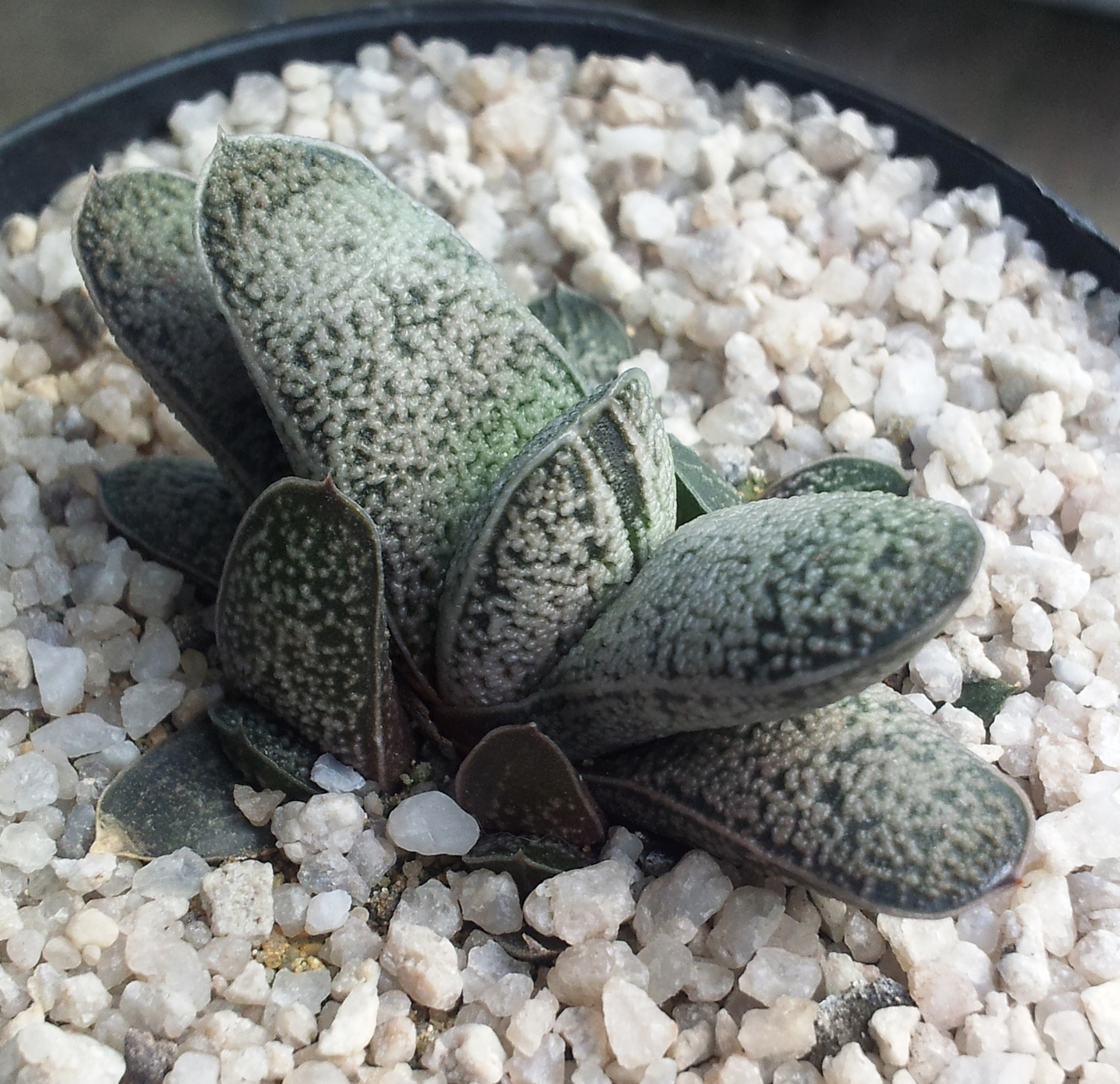
Gasteria baylissiana té uns tubercles truncats, blancs, diminuts i distintius a banda i banda de les seves fulles inflades i convexes, que tenen les puntes de les fulles truncades en angle recte.

### Espècies rares de l'interior

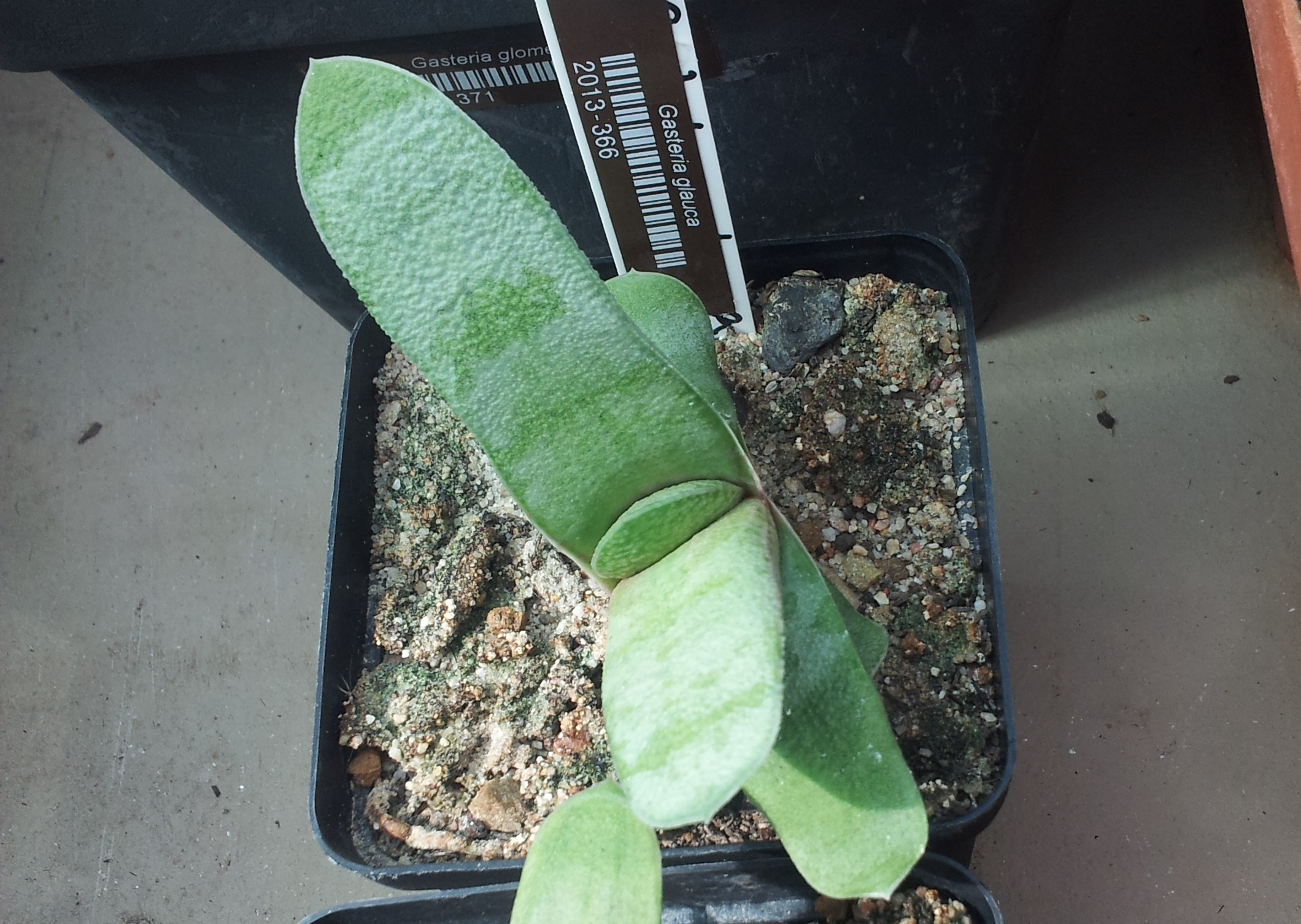
Gasteria glauca té les fulles de color verd blau de superfície rugosa.
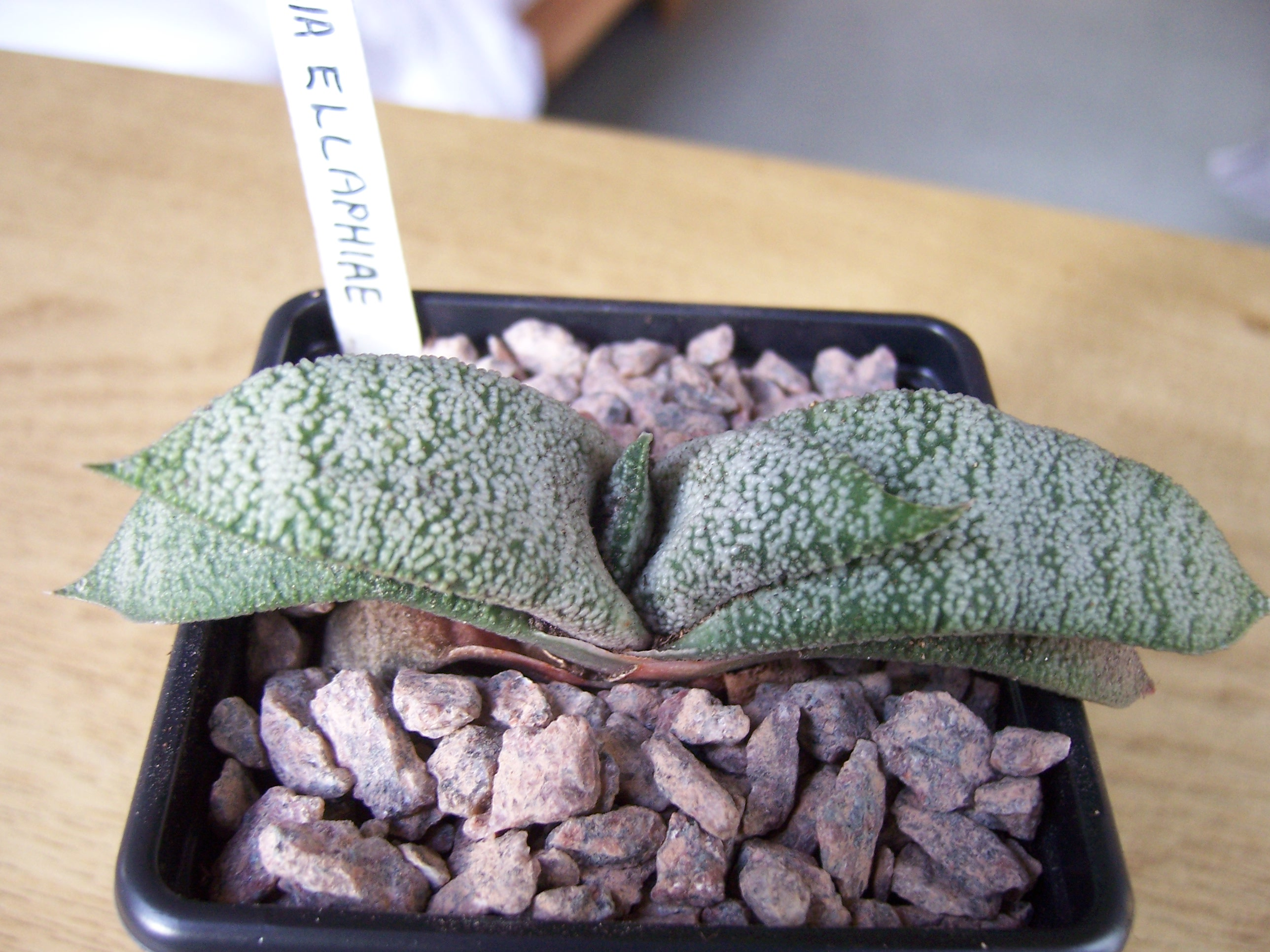
Gasteria ellaphieae forma rosetes de fulles punxegudes, triangulars, recurvades, densament tuberculades i amb inflorescències ramificades.
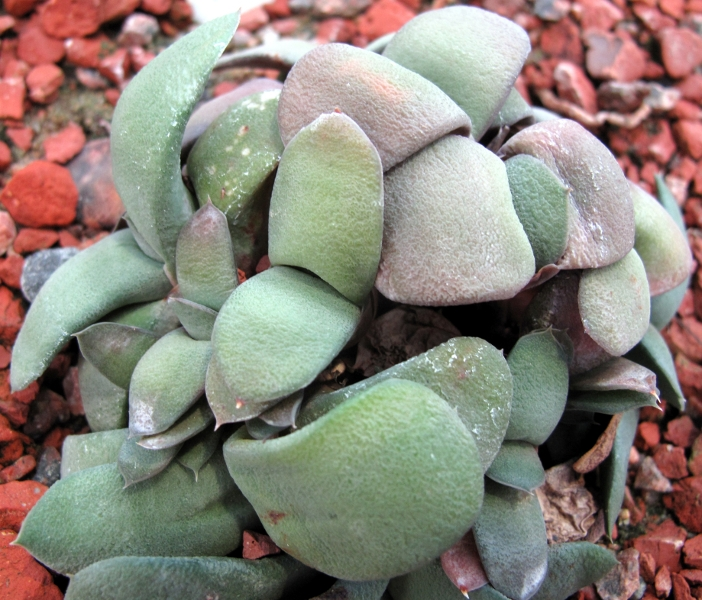
Gasteria glomerata  té fulles compactes, rodones, glauques, recurvades de superfície rugosa i forma densos grups.
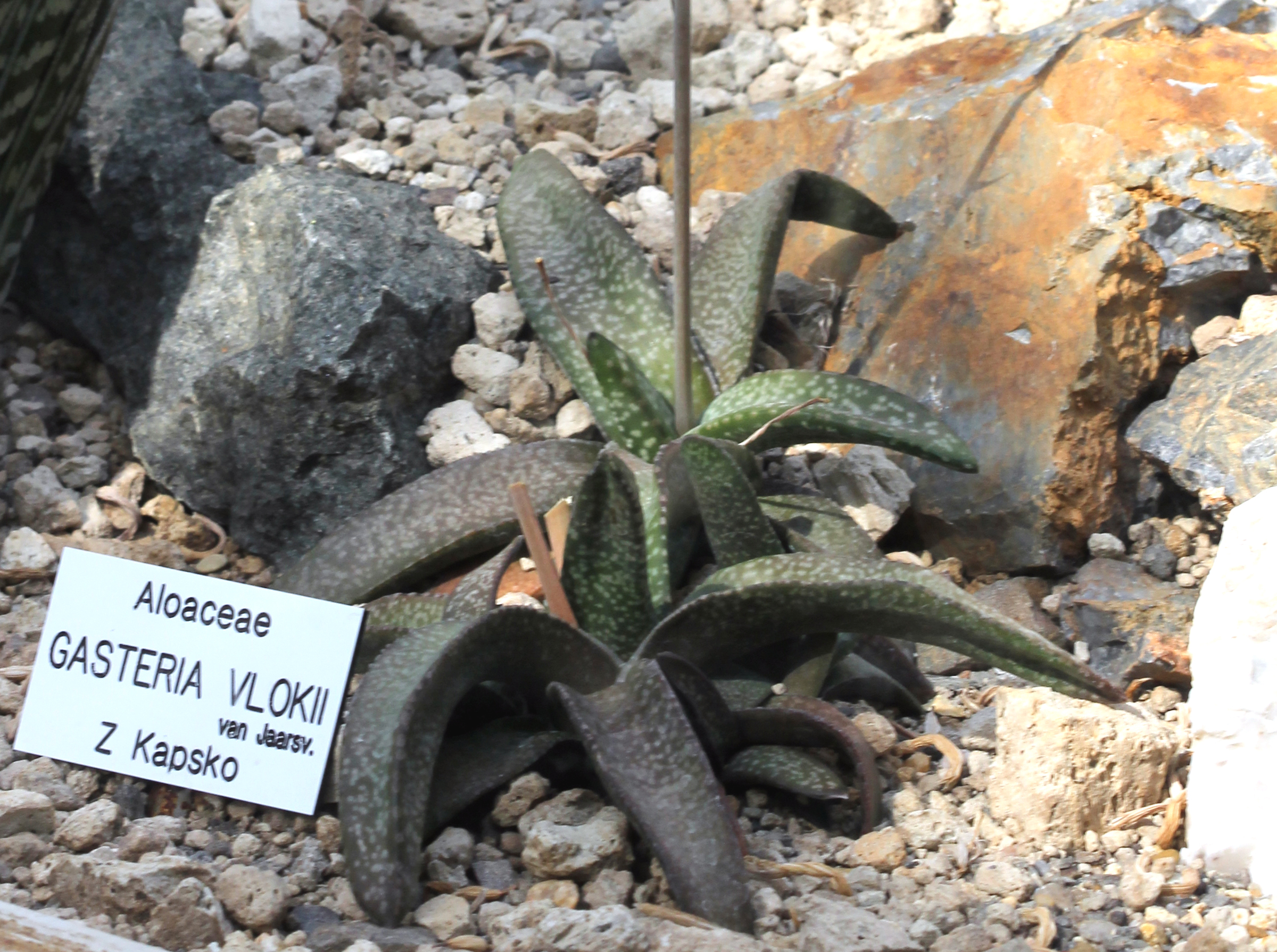
Gasteria vlokii forma rosetes de superfície mat, lleugerament rugoses, triangulars (generalment recurvades), amb fulles en forma de corretja.
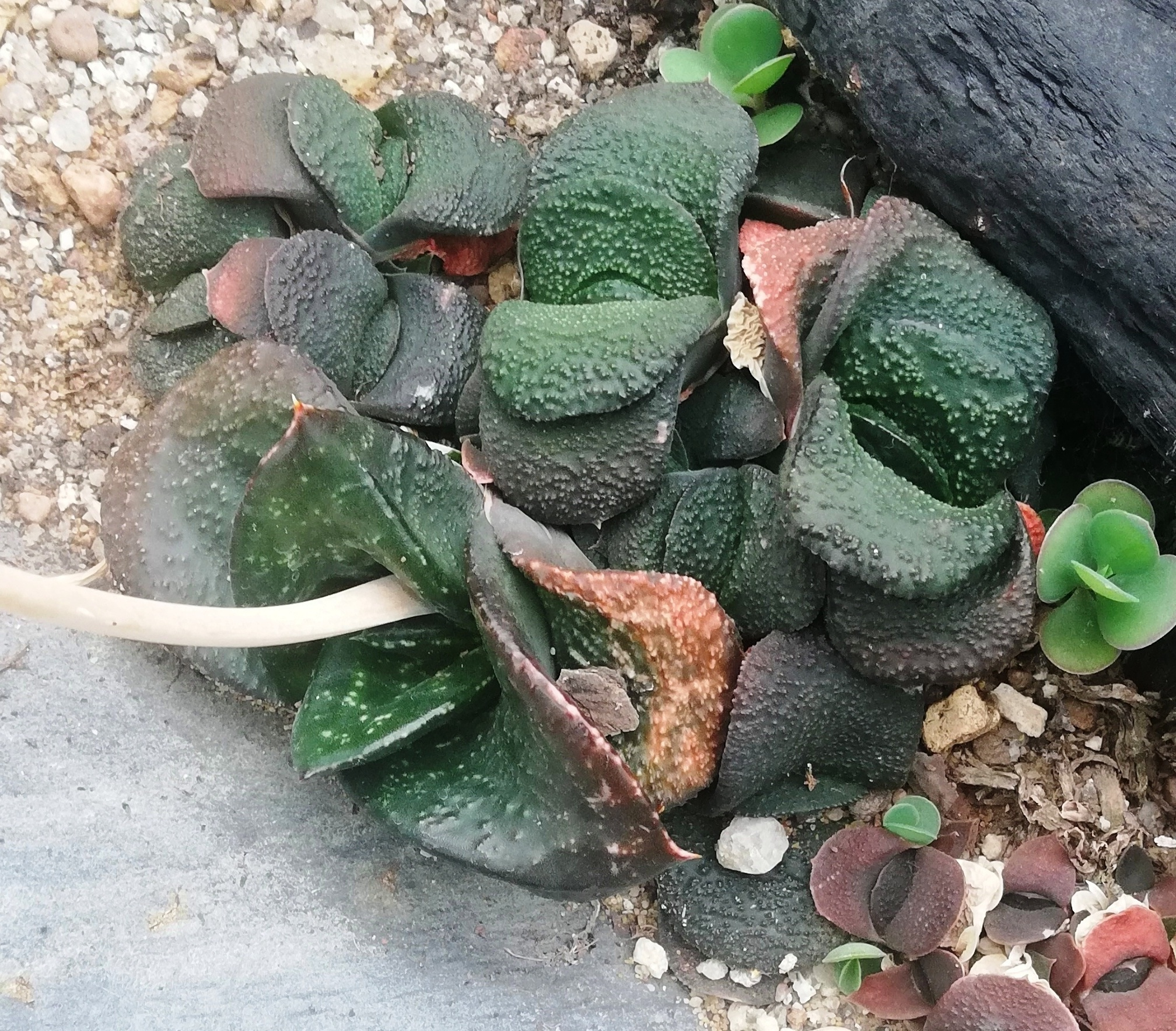
Els adults de Gasteria nitida formen rosetes de fulles llises, brillants i triangulars, amb vores llises (no serrades) i quilles vertaderes (no marginiformes). Les plantes juvenils tenen fulles recurvades, tubulars i dístiques.
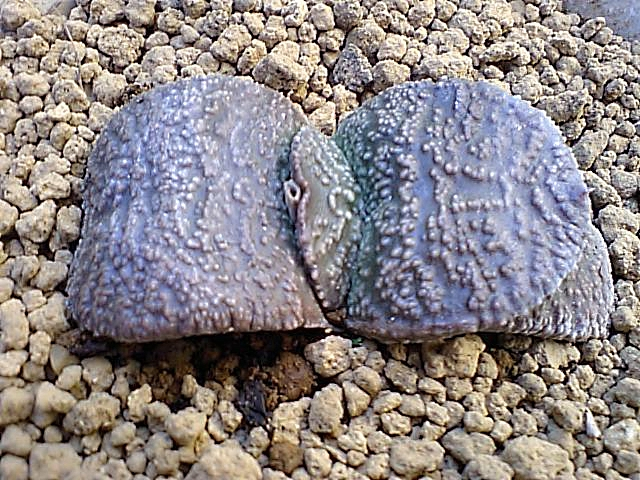
Gasteria armstrongii és una forma molt divergent de Gasteria nitida que manté a l'edat adulta les fulles fosques, recurvades, retuses, dístiques i aproximadament tuberculades.
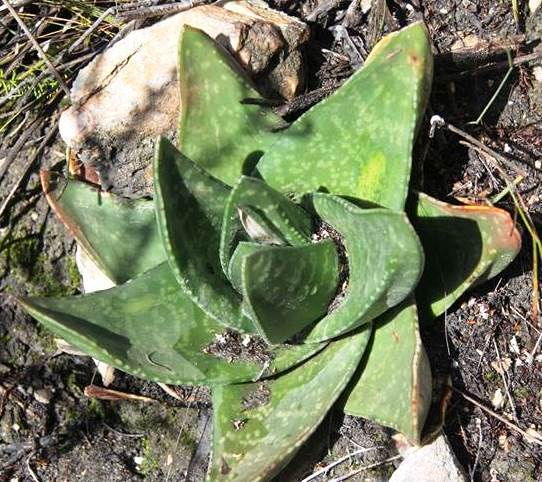
Gasteria polita forma rosetes de fulles curtes, triangulars i llises, amb els extrems arrodonits i les quilles fortes
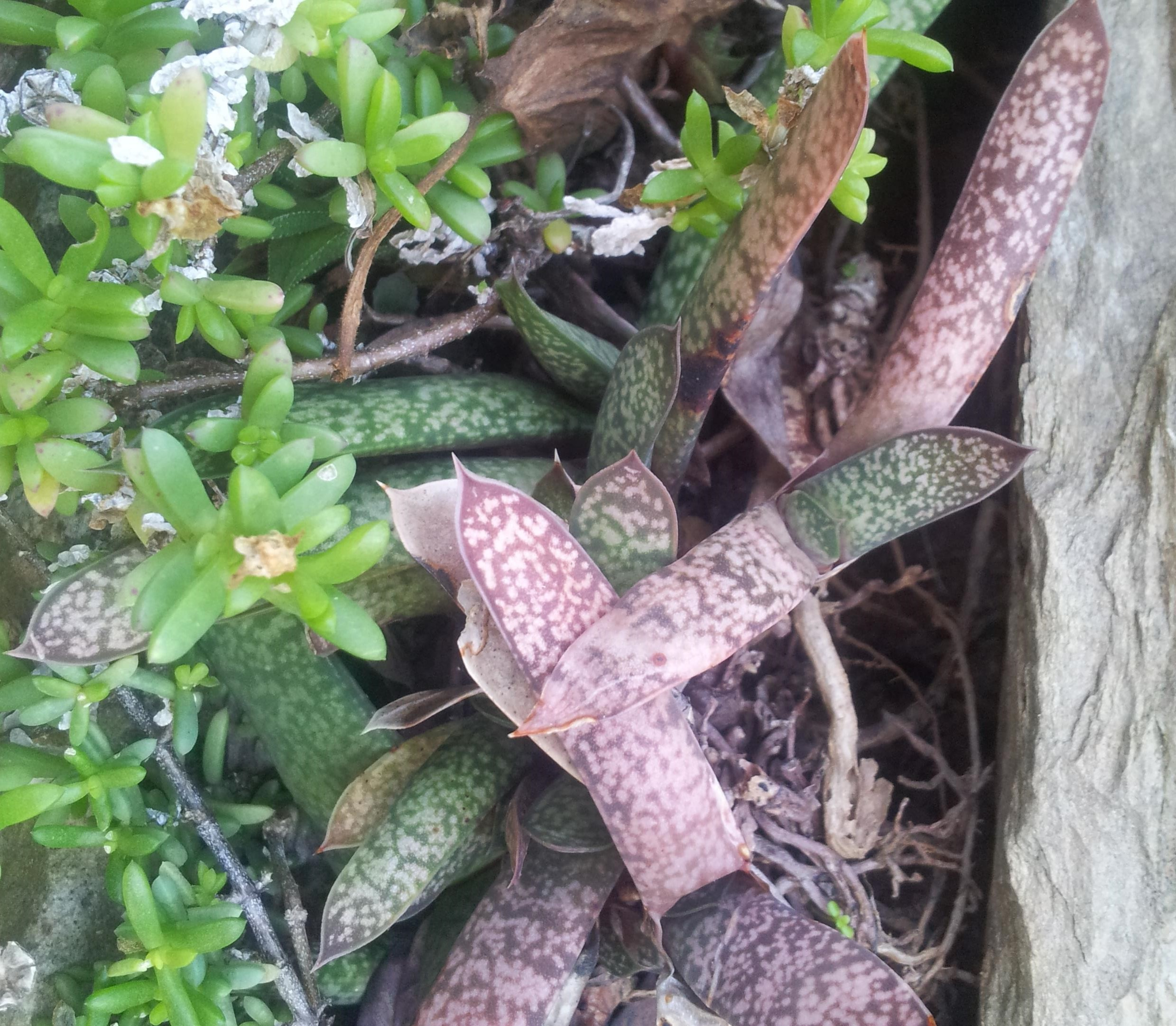
Gasteria doreeniae
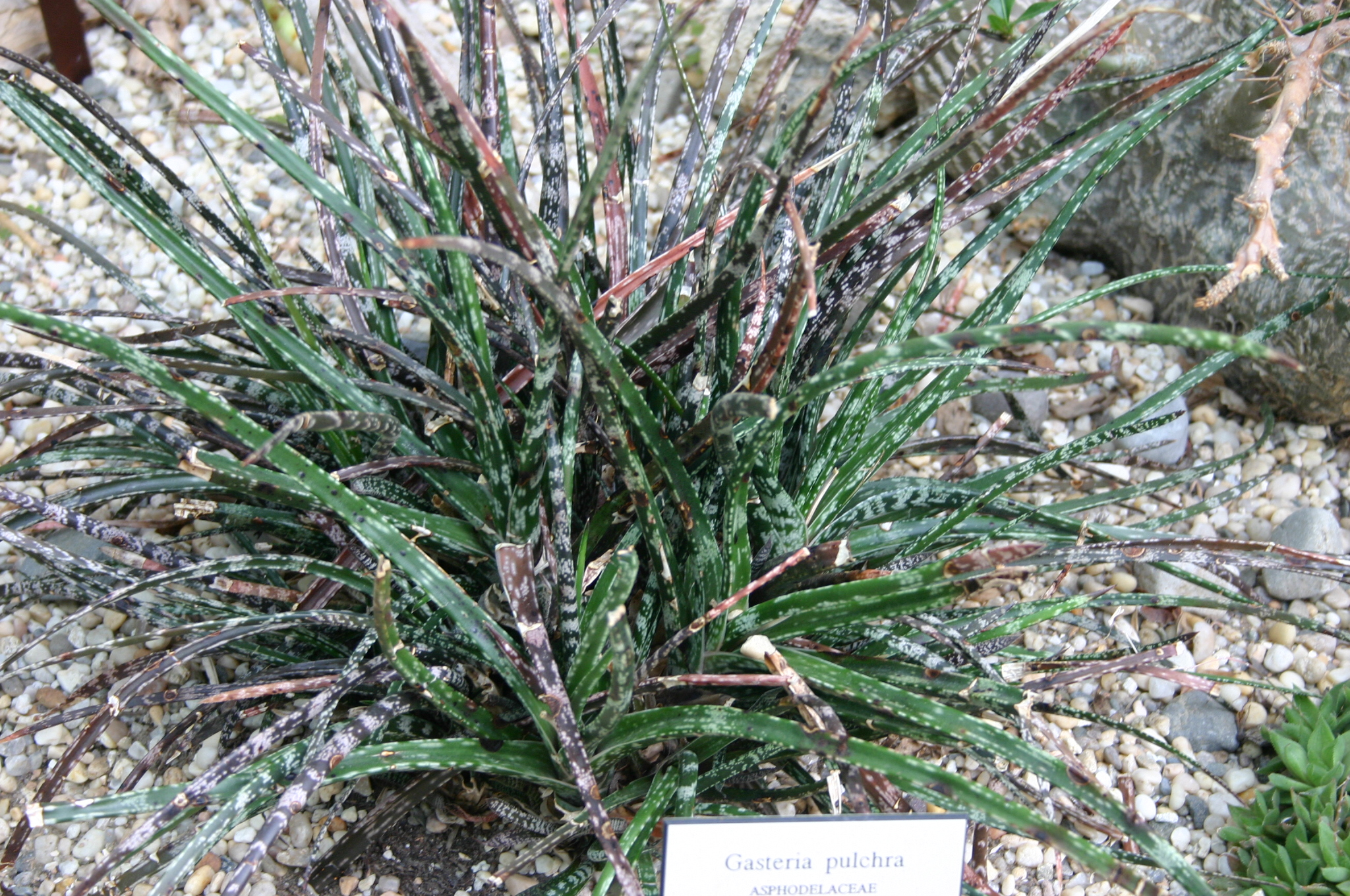
Gasteria pulchra forma rosetes de fulles llises, primes, afilades, allargades i ascendents (triangulars lineals).

### Gran grup costaner
Les espècies solen formar rosetes, amb fulles que solen tenir quilles marginals.

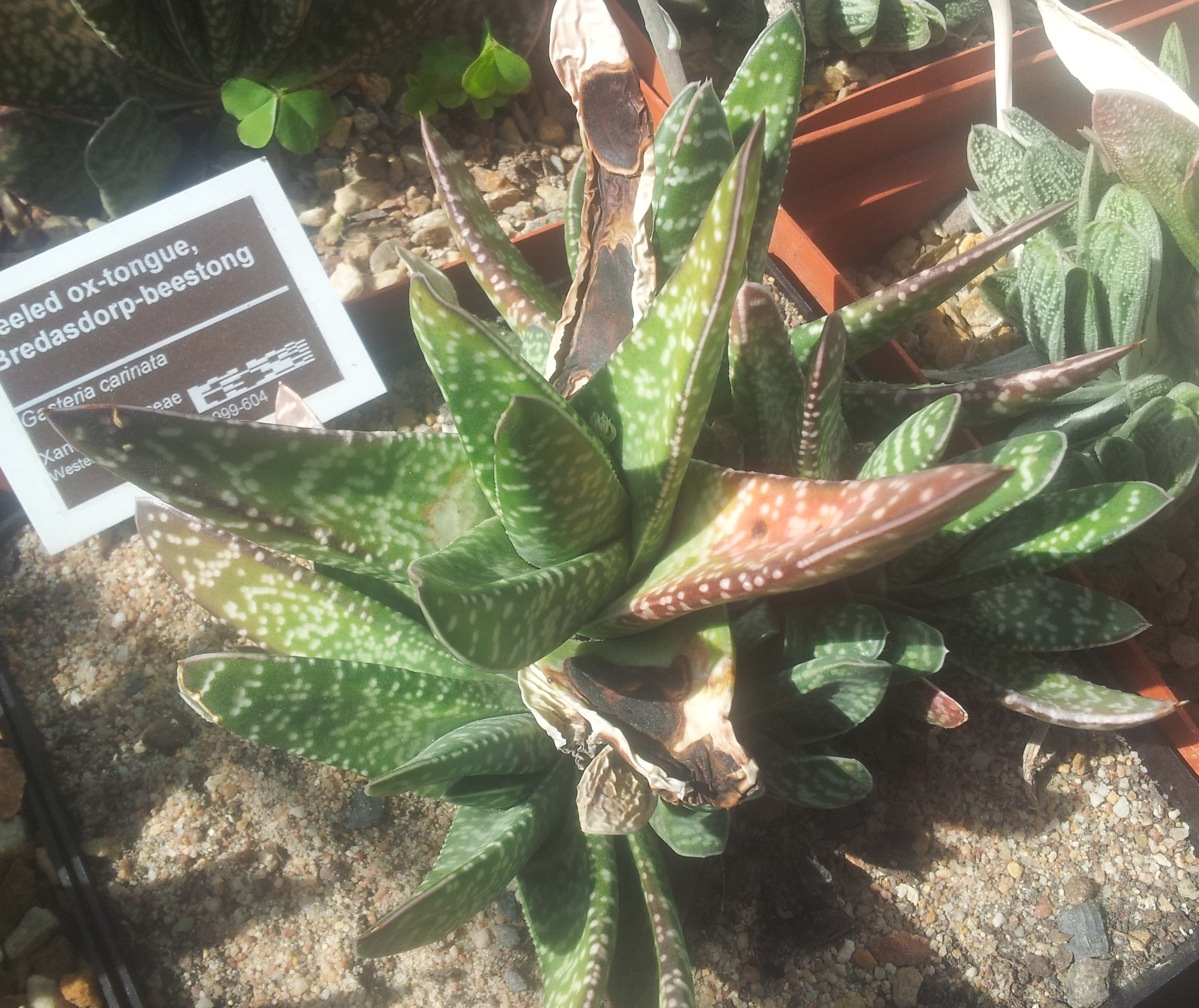
Gasteria carinata var carinata – la forma típica. Té fulles erectes i esteses, rugoses, poc rugoses/tuberculoses
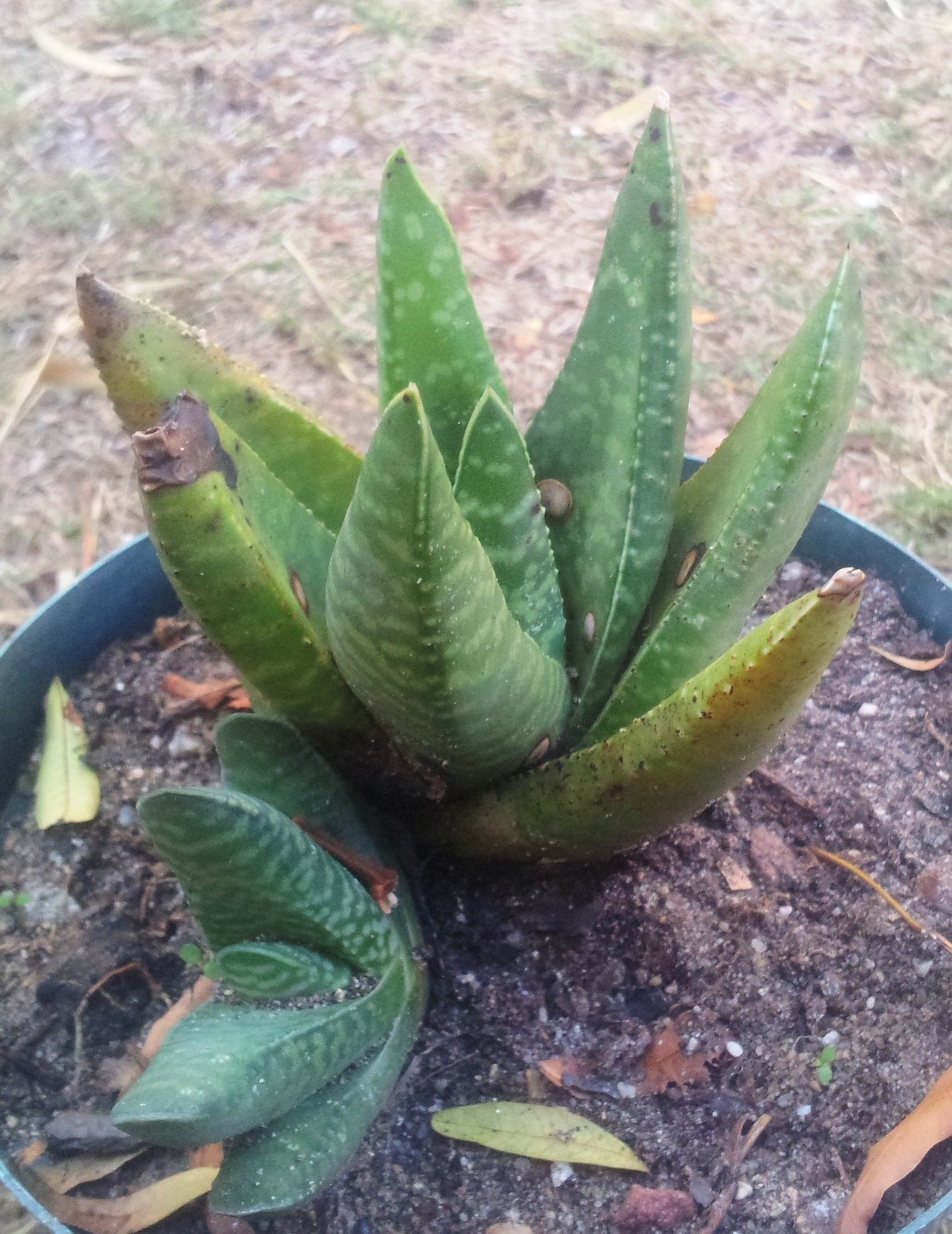
Gasteria carinata var carinata – la forma adulta amb un de jove
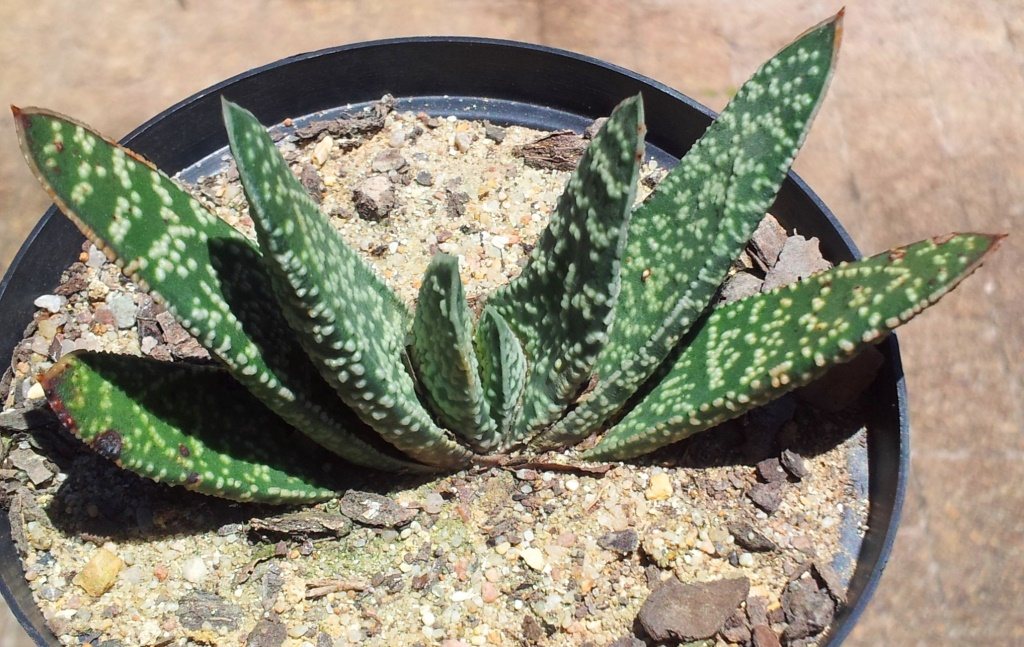
Gasteria carinata var verrucosa és una varietat prolífera amb fulles erectes i esteses, i que continuen sent distes i molt tuberculades fins a l'edat adulta
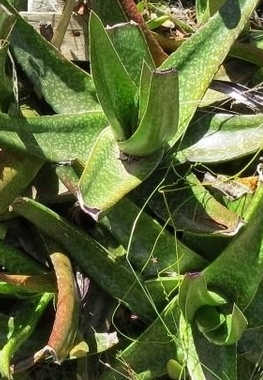
Gasteria acinacifolia té fulles esveltes, erectes i esteses amb vores finament serrades. Amb moltes taques.
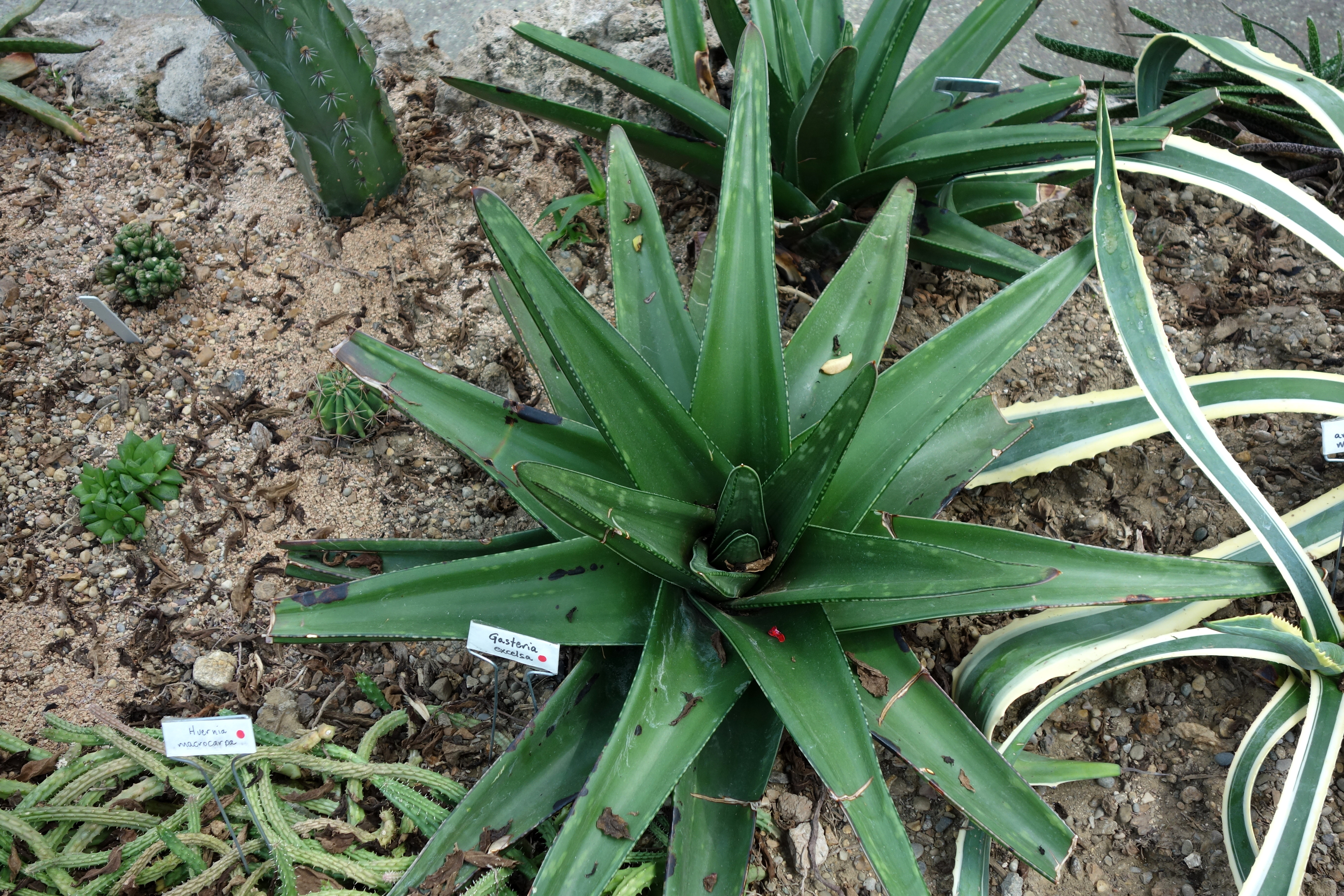
Gasteria excelsa té les fulles suaus i esteses amb un color més fosc i les vores serrades i afilades.
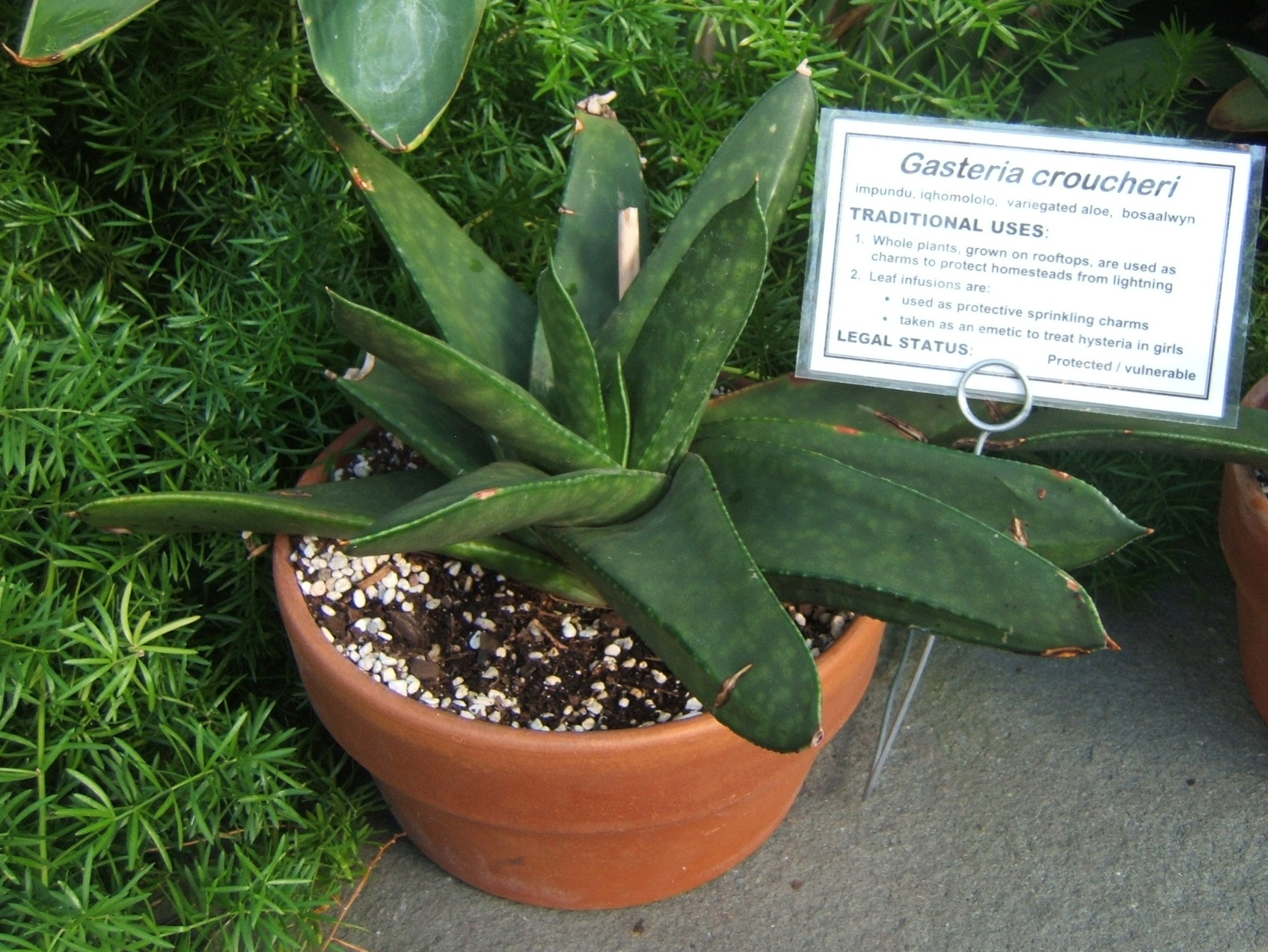
Gasteria croucheri té les fulles suaus, de color verd fosc i lleugerament glauques
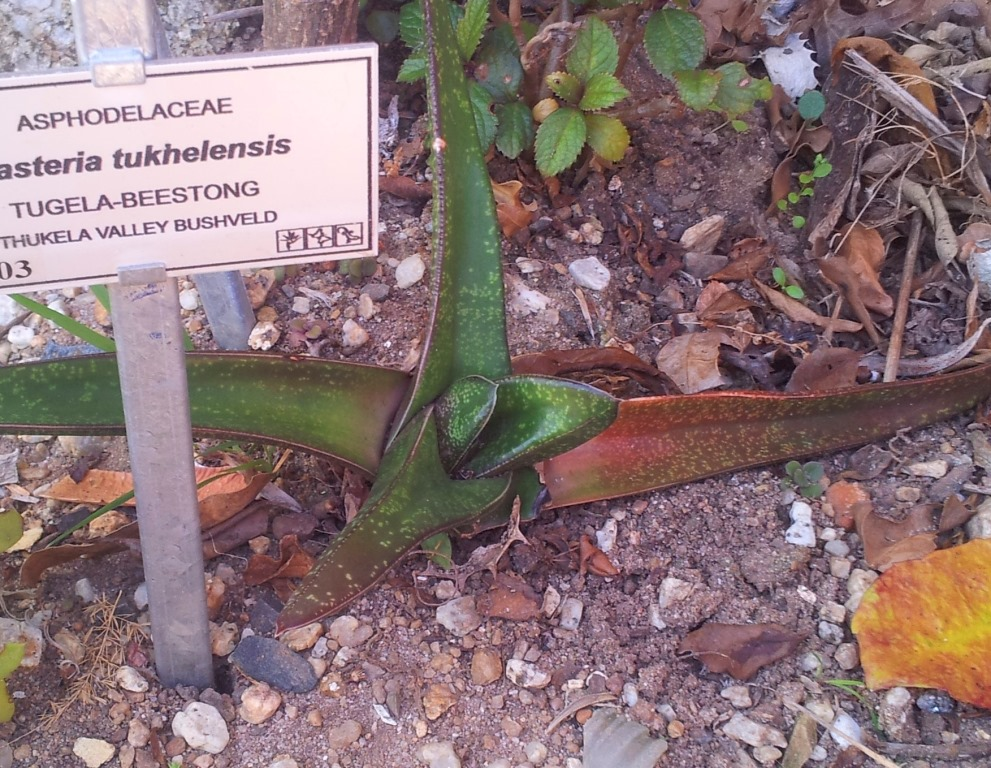
Gasteria tukhelensis té les fulles esveltes, llises i brillants
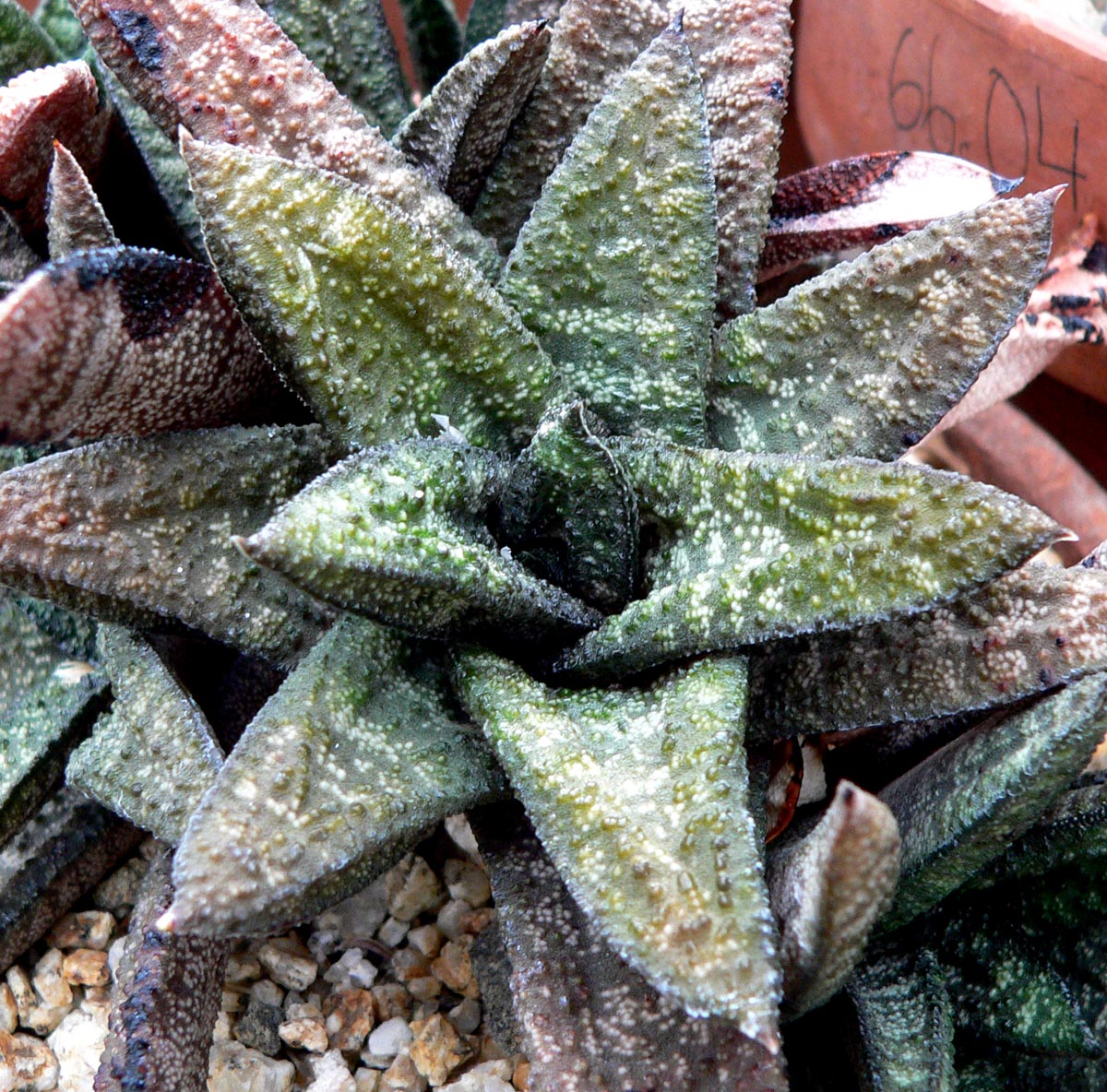
Gasteria batesiana té fulles molt tuberculoses (rugoses/berrugoses) i finament rugoses (arrugades).

## Cultiu
Les espècies de Gasteria es conreen en sòls sorrencs i ben drenats i amb ombra clara. Totes les espècies es poden propagar per fillols i esqueixos (els esqueixos de fulles normalment es poden arrelar fàcilment). També es propaguen comunament per llavors. La germinació sol passar en un termini de vuit dies, però pot trigar fins a un mes en funció de l'espècie.
Les èpoques de floració varien segons les espècies, però solen ser a la primavera i l'estiu. Els de les zones de pluja estival a l'est, tendeixen a florir sempre de primavera a estiu (octubre a gener a Sud-àfrica) com Gasteria batesiana, Gasteria croucheri i Gasteria acinacifolia.
Els de les zones que reben precipitacions durant tot l'any, normalment floreixen també a finals d'estiu (desembre-gener) com Gasteria excelsa, Gasteria nitida, Gasteria vlokii i Gasteria brachyphylla var. bayeri. Altres en aquesta regió floreixen tot l'any, però amb un pic a la primavera, com Gasteria rawlinsonii, Gasteria bicolor i Gasteria carinata.
Les espècies més occidentals varien en els temps de floració, dins de l'espècie. Gasteria pillansii a l'extrem oest, floreix a l'estiu (desembre-gener), excepte la varietat més septentrional "var. Ernesti-ruschii" que floreix a la tardor (març-abril).
Gasteria disticha generalment floreix a la primavera, però a l'extrem nord de la seva àrea de distribució, prop de Beaufort West, floreix al desembre.
Les espècies Gasteria són propenses a la podridura de les arrels Fusarium, si es reguen massa.
El cultivar 'Little Warty' és guardonat amb el premi al mèrit del jardí de la Royal Horticultural Society.
S'han creat diversos híbrids amb espècies d'altres gèneres relacionats en el cultiu, com entre Gasteria i Aloe (×Gasteraloe), i entre Gasteria i Haworthia (×Gasterhaworthia).